# Associação de Agricultura Orgânica
Organização não-governamental criada em 28 de maio de 1989, que faz parte do movimento em prol da Agricultura Orgânica.
Criada a partir do Grupo de Agricultura Alternativa, ligado à Associação dos Engenheiros Agrônomos do Estado de São Paulo - AEASP. O Grupo fazia parte do movimento em prol de uma agricultura socialmente mais justa e ecologicamente mais responsável e que questionava o paradigma da Revolução Verde.
Foi responsável pela criação e organização da Feira do Produtor Orgânico, em fevereiro de 1991, no Parque da Água Branca, e que funciona todos os sábados até hoje. Atualmente as Feiras ocorrem também às terças e aos domingos, no Parque.